# Экспедиция в преисподнюю
«Экспеди́ция в преиспо́днюю: совреме́нная ска́зка» (аббревиатура ЭВП) — повесть-сказка с элементами юмористической фантастики советского писателя Аркадия Стругацкого (под псевдонимом С. Ярославцев, первое произведение под этим именем). Две первые части опубликованы в 1974 году в журнале «Памир» (Душанбе) и в альманахе «Мир приключений»; спустя десять лет, в 1984 году была добавлена третья часть, напечатанная в журнале «Уральский следопыт». Сказка переведена на чешский, польский и болгарский языки. Первое книжное издание осуществлено в 1988 году издательством «Московский рабочий», без раскрытия псевдонима, и вызвало некоторый критический резонанс; повесть номинировалась на премию «Великое Кольцо». В дальнейшем «Экспедиция в преисподнюю» включалась во все собрания сочинений Стругацких. Восстановленный по рукописям текст с вариантами и комментариями опубликован в 23-м томе полного собрания сочинений группы «Людены» (2018).
Исходным импульсом для создания динамичной сказки стало написание сценария для киностудии «Союзмультфильм» на сюжет о космических пиратах. Одновременно со сценарием (который так и не был экранизирован) создавалась и повесть. Действие разворачивается в XXIII веке, в основе авантюрного сюжета — противостояние космических негодяев и отважных землян, которые представляют собой мушкетёров светлого будущего. Чтобы вызволить невесту одного из героев, тройка мушкетёров отправляется в логово разбойников — на Планету Негодяев, которой управляет Великий Спрут. Текст наполнен огромным количеством отсылок к мировой приключенческой литературе, а также массовой культуре СССР середины XX века, в повести-сказке на равных действуют доктор Айболит (пришелец из далёкого будущего) и гоголевский Пацюк, которому галушки сами в рот влетают (своего рода оракул, с которым советуются главные герои). Тем не менее литературоведы низко оценили достоинства «Экспедиции в преисподнюю». Критики отмечали, что сказка резко отличается от остальных произведений Стругацких, в первую очередь отстранённостью от социальной проблематики и принципиальной пародийной несерьёзностью.

## Сюжет

### Часть 1. «Погоня в космосе»
Действие разворачивается в XXIII веке. На побережье Северного океана, который благодаря вмешательству людей перестал быть холодным, жили три друга, которых все звали Атос (мастер, специалист по робототехнике), Портос (профессиональный спортсмен-многоборец) и Арамис (учёный). Их подругу Галю все называли Д’Артаньяном в юбке. Друзья сталкиваются с шайкой вольного пирата Двуглавого Юла, прилетевшего на Землю для похищения её жителей и продажи в рабство. Двуглавый Юл — единственный гуманоид на Планете Негодяев (большинство негодяев являются тарантулами, возглавляемыми Конопатой Сколопендрой, правитель-олигарх — Великий Спрут, его ординарец Мээс выглядит как гибрид слона, пингвина и летучей мыши). В шайку Двуглавого Юла входят Ку (обезьяна, которая протухает при положительной температуре, но полностью работоспособна при любой отрицательной температуре), Ки (выглядит как гигантская морская звезда, обладает сильной способностью к мимикрии), Ка (ящер-метаморф, способный принимать облик живых существ и неодушевлённых предметов), шпион Ятуркенженсирхив (альбинос, похожий на котёнка и крольчонка). Портос, жертвуя жизнью, срывает работу Двуглавого Юла, но тот похищает Галю, которую планирует использовать как домашнее животное, и покидает планету Земля. Атос и Арамис, заручившись поддержкой Третьей Космической Эскадры флагмана Макомбера, бросаются в погоню.

### Часть 2. «Операция Итай-Итай»
Во время рейда землян на Планету Негодяев друзья вместе с флагманом Макомбером освободили интеллигентного пожилого коня, оказавшегося профессором Ай Хохо с планеты Мокса. Также они освободили Доктора Айболита (называемого по-японски Итай-итай 痛い痛い), который мгновенно исцелил от смертельной раны Двуглавого Юла. О существовании чудесного доктора рассказали Ки, Ка и Ку, оставленные в поселении на Марсе, тогда как Юл категорически отказался от сотрудничества. Ятуркенженсирхив оказался связан с Юлом телепатически. Рану Юлу нанёс тайком Арамис, чтобы побудить бывшего пирата к активным действиям. За рейдером флагмана Макомбера следовала вся объединённая земная эскадра, чтобы освободить пленников Великого Спрута, а также вернуть к жизни вычислительные машины на живых мозгах, изобретённых неким Искусником Крэгом. «Пленных пиратов судили, некоторых за особенно ужасные преступления приговорили к повешению условно, и всех отправили в ссылку на необитаемые планеты с суровыми природными условиями: расчищать джунгли, осушать болота, растапливать льды, — словом, заниматься общественно полезным трудом и перевоспитываться». Доктор Айболит сообщил, что он — пришелец из невообразимо далёкого будущего и должен вернуться в свою эпоху, ибо выполнил главное дело: воскресил Портоса, чтобы он мог жениться на Гале, так как и сам Итай-итай является их потомком. На прощание он сообщил, что Юл теперь на стороне землян и душой, и телом, и исчез.

### Часть 3. «Иван, сын Портоса»
«Прекрасен и обычен на планете Земля и в её окрестностях был день 15 июля 2222 года нашей эры, от начала же Великой революции 305-го». Однако безмятежное существование землян прервали хулиганские выходки Спрута и Сколопендры, которые перебросили несколько миллиардов тонн морской воды на Солнце, устроив водоворот, потом залили остров Чёрная Cкала мазутом и, наконец, объявили ультиматум, потребовав выдачи доктора Итай-итая, Мээса и Двуглавого Юла (Юл как предатель подлежал казни). Тем временем старые друзья Макомбер и Атос обсуждают восемнадцатилетнего Ивана — сына Портоса, который организовал самодеятельную труппу, устраивающую повсюду представления «Бременских музыкантов». Вместо Осла в представлении участвует конь — племянник профессора Ай Хохо, а Принцессу играет красавица Тзана с планеты Бангу, в которую Иван явно влюблён. «Это не первый случай любви между детьми разумных рас, возникших на расстояниях в сотни парсеков друг от друга. Те, другие случаи окончились катастрофой для влюблённых. Современное знание бессильно объяснить эти катастрофы». Двуглавый Юл поселился в подвале виллы Атоса и занимается любительским футболом; несмотря на все усилия с его стороны, Галя так и не простила бывшего пирата. Ятуркенженсирхив умер от старости, все эти годы проживая у Портоса с Галей.
Вскоре приходит извещение от Мирового совета, согласно которому Макомбер и Атос мобилизуются для отражения агрессии инопланетных шантажистов. Собирался с ними и Портос, однако на его место встаёт Иван, к которому присоединяется Двуглавый Юл. Их план прост: собраться на острове Чёрной Скалы и пройти межпространственным порталом, которым пользуются приспешники Великого Спрута. Перед десантированием Иван отправился к Пупе, «более известному широким культурным массам как литературный персонаж под именем Пузатый Пацюк». Пупа дал простой совет: «Злодеев искать не придётся, сами придут. Ты только там не сдрейфь. Ступай». Однако противники переиграли землян с самого начала: Искусник Крэг рассчитал сложный многоуровневный поток времени, и пираты отправили Ивана и Юла прямиком в застенки планеты Спайда, захваченной пиратами. Однако земляне перенесли все мучения и даже во главе с Макомбером подняли восстание заключённых разумных пауков-спайдеров, которыми питаются тарантулы-пираты. Победу обеспечил Юл, у которого вместо одного глаза был вмонтирован пулемёт, однако сам он пал в ходе великой битвы. «Великий Спрут, весьма деловой носитель разума и неимоверно богатый мерзавец, кончил самоубийством — обкусил себе все щупальца и утопился в унитазе». Вскоре прибыл и межпространственный космоход «Георгий Гречко», довершив победу. В финале Трубадур — Иван женился на своей Принцессе — Тзане, и их благословляет Пупа — Пузатый Пацюк, прислав ворона, прокаркавшего, что «твой далёкий потомок чудо-доктор Итай-итай произойдёт от твоего брака с нею, от вашей великой любви!». Галя и Портос низко кланяются могильной плите, под которой покоится Юл, и возлагают на камень букет северных цветов.

## История создания и публикации

### «Погоня в космосе» и «Конец планеты негодяев»
Первые материалы к приключенческому мультфильму о космических пиратах сохранились в архиве Стругацких от середины 1971 года. Замысел диктовался жизненными обстоятельствами: в первой половине года последовало сильно изменённое цензурой книжное издание «Обитаемого острова», за которым не просматривалась перспектива издания новых произведений или переиздания прежних. Единственной журнальной площадкой тогда оставалась «Аврора», куда была принята новая повесть «Малыш», а годом позже удалось напечатать «Пикник на обочине». Единственным источником заработка (оба Стругацких тогда существовали только литературными гонорарами) оставались сценарии; первый вариант заявки на рисованную короткометражную ленту для «Союзмультфильма» был датирован ещё 6 апреля 1970 года, но оказался отвергнут всего через три недели. Судя по переписке, между 1971 и 1976 годами соавторы обсуждали многие другие сценарно-мультипликационные проекты, которые так и не доходили даже до стадии заключения договора со студией. О причинах неудачи обозреватель журнала «Искусство кино» Н. Корнацкий говорил, что Стругацкие, очевидно, были слабо знакомы с актуальной продукцией «Союзмультфильма», поэтому ориентировались на то, «что знали хорошо».
26 июля 1971 года Аркадий Стругацкий сообщал брату, что на него вышел «ведущий мультипликатор-режиссёр, некто Хитрук», желавший, чтобы фантасты написали сценарий полнометражного мультипликационного фильма, даже в нескольких частях, что было редкостью и новаторством по тем временам. Заявка от имени обоих братьев А. Стругацкого датирована 10 августа. Условным названием проекта тогда было «По следам „Космического Негодяя“». Общий эскиз сюжета вращался вокруг похищения земной девушки космическими пиратами, в погоню за которыми бросаются Учёный, Спортсмен и Офицер. «Борьба весьма тяжёлая: на стороне пиратов невероятные технические ухищрения (они способны проникать в помещения через экраны телевизоров, останавливать время, свёртывать пространство и т. д.), на стороне людей — мужество, верность, любовь. Разумеется, у пиратов „Космического Негодяя“ есть свои слабые места (например, они вынуждены жить и действовать при очень низких температурах, так как боятся протухнуть), но в общем — это борьба человека против техники, и человек побеждает». Срок исполнения оценивался в три-четыре месяца. Готовая заявка была подана 17 августа, 30 августа в дневнике Аркадия Натановича и в письме брату, отправленном в тот же день, говорится, что Хитрук начал обсуждать подробности сюжета, однако заключить договор со студией не удалось. Судя по сохранившимся заметкам Ф. Хитрука, первая встреча получилась не слишком продуктивной. Однако 16 декабря договор на «Погоню в космосе» всё-таки был заключён — предполагался полнометражный фильм в шести частях; сумма гонорара составляла 3000 рублей, срок исполнения — 15 июля 1972 года. Аркадий Натанович предполагал работать единолично, сначала создавая прозаическую основу, а затем дорабатывая её в сценарную форму. Совместная рабочая сессия планировалась на апрель. К 22 марта старший из Стругацких оценивал готовность сказки «на четверть». Интенсивная работа пошла с 14 мая, и за неделю Аркадий Натанович подготовил половину чистового варианта; совместная правка шла в Комарово примерно до 3 июня. Светлана Бондаренко, текстолог, хранительница архива Стругацких, оценивала первый вариант сценария как очень похожий на первую часть «Экспедиции в преисподнюю». На рассмотрение Ф. Хитрука этот вариант был представлен в начале июня 1972 года. Аркадий Стругацкий также договорился с Н. Берковой о написании сказки для сборника «Мир приключений» на 1973 год с перспективой продолжения в следующих выпусках. Вскоре оказалось, что Хитруку предложенный текст решительно не понравился. В дневнике А. Н. Стругацкого от 10 июня сказано: «Видно, не поняли друг друга…»
16 июня Аркадий Стругацкий подал на студию заявление о продлении работы до 1 октября (вплоть до написания совершенно нового сценария), однако 20 июня оказалось, что Аркадию Снесареву очень понравился первоначальный вариант, что создавало некую коллизию. Продление было немедленно одобрено с выплатой 10 % авансом и наложением запрета на написание нового варианта для Хитрука. На встрече с руководством 13 июня Хитрук отказался от сценария, который был принят киностудией, но выплата задерживалась из-за отсутствия режиссёра. В июле аванс был перечислен, а Аркадий Стругацкий познакомился с Василием Ливановым, после чего в тексте появились аллюзии на мюзикл «Бременские музыканты». Однако совместной работы не получилось, и до конца августа А. Стругацкий дописывал «Погоню в космосе» для «Мира приключений». В сентябре старший из братьев предполагал подключить к доработке сценария и Бориса Натановича, но всё упиралось в отсутствие заинтересованного режиссёра. 14 ноября на студию была подана новая заявка для Радиокомитета, но, несмотря на принятые меры, ситуация с мультфильмом оставалась неопределённой до января 1973 года. В феврале 1973 года состоялись переговоры с В. Котёночкиным, что требовало нового сценария. Переговоры велись и в марте, в конце месяца сценарист и режиссёр разработали концепцию фильма «Конец Планеты Негодяев». Эту работу соавторы вели совместно в мае 1973 года, готовый вариант поступил на киностудию 25 мая.
По неизвестным причинам 27 июня 1973 года руководство «Союзмультфильма» получило письмо за подписью первого заместителя председателя Госкино В. Баскакова о «тематической неприемлемости» стругацковского сценария. Студия после этого попыталась расторгнуть договор без выплат, поэтому 5 октября Аркадий Натанович подал заявление во Всесоюзное управление по охране авторских прав, что вызвало длительное разбирательство, завершившееся безрезультатно. Возвращение к проекту состоялось в 1976 году по инициативе мультипликационной студии творческого объединения «Экран». Новая заявка была подана А. Стругацким 27 мая 1976 года. 27 июля автор подписал договор на производство мультфильма в нескольких частях. Хронология работы над фильмом фиксируется в дневнике первых месяцев 1977 года, однако от Аркадия Стругацкого постоянно требовались переделки, что вызывало конфликты. После февральских переделок фильм стал называться «Приключения в Космосе». Наконец, в мае 1977 года из-за сотрудничества с Тарковским над «Сталкером» и разработки планов «Жука в муравейнике», Аркадий Стругацкий отказался от всякой дальнейшей работы над мультипликационным фильмом. При этом в планах киностудии совместная работа А. Стругацкого и Ф. Хитрука числилась до 1980 года, но никакого реального производственного процесса не велось.
По словам писателя и биографа Анта Скаландиса, дальнейшая судьба мультфильма оказалась печальна. В 1980 году Аркадий Стругацкий в соавторстве с другом — переводчиком-вьетнамистом Марианом Ткачёвым — написал сценарий «Космические пришельцы», который в 1981 году оказался реализован Алексеем Соловьёвым. Событием 15-минутный мультфильм не стал, ибо «его пронизывала любимая мысль АБС о том, что ничего хорошего из контакта с пришельцами выйти не может». Сценарий второй серии, вышедшей в 1983 году, был переписан Соловьёвым, чтобы добиться счастливого конца. Резюмируя, А. Скаландис утверждал, что популярное анимационное произведение выстраивается по иным правилам, нежели те, по которым писали Стругацкие:

Это творчество, аналогичное инженерному. Поэтому, когда АН пытался совместить голливудский космический боевик с милыми шуточками традиционной советской фантастики, с элементами мира Полдня, с фразами, сделанными под Булгакова, с нечитаемыми именами, сотворёнными из строчки Пушкина, прочитанной наоборот, и так далее, и тому подобное — такой гибрид был изначально обречён.
Н. Корнацкий, сопоставляя факторы, по которым мультипликационные сценарии А. Стругацкого так и не реализовались и которые обеспечили успех фантастической полнометражной анимации Р. Качанова «Тайна третьей планеты» по повести Кира Булычёва, сделал вывод, что формула успешной постановки выглядит так: «Мультипликация фантастична сама по себе, поэтому фантастика в мультипликации требует реалистического решения». В собственном творчестве Стругацкие эволюционировали от жанровых штампов к аллегории и обобщению. Фиаско «главных советских фантастов» в анимации, по мнению Н. Корнацкого, не являлось следствием принципиальной несовместимости анимационного кино и творческого метода Стругацких. Главными причинами стало то, что, во-первых, сами Аркадий и Борис Стругацкие «не представляли возможностей новой мультипликации», во-вторых же, режиссёры оказались не способными сформулировать адекватного творческого задания: «Ждали детских приключений и памфлета, — а надо было просить писателей делать то, что у них получается лучше всего».

### От «Погони в космосе» до «Экспедиции в преисподнюю»
Рукописи разных частей «Экспедиции в преисподнюю» сохранились в разной степени. В лучшем состоянии оказались материалы 1980-х годов по третьей части, от которых остались почти полный черновик и два варианта чистовика, включая авторский. Чистовики первой части не сохранились, а из рукописей второй части осталось только несколько листков с предварительными заметками.
Во время переговоров с Ф. Хитруком Аркадий Стругацкий 21 февраля 1972 года начал писать прозаическую сказку по мотивам сценария, характеризуя эту работу как «медленную, но гладкую». В архиве писателей сохранились 13 страниц машинописи первоначального варианта — три неполные главы, в которых излагалась предыстория нападения пиратов на Землю, сильно отличавшаяся от окончательного варианта, но похожая на будущий зачин третьей части. Великий Спрут, Мээс и экипаж «Пирайи» (ещё не «Чёрной») появляются в этой ранней заготовке с теми же именами и особенностями облика, что и в будущей сказке. Прослеживать ход написания текста нелегко, так как дневниковые записи не стыкуются с черновыми набросками, полностью лишёнными дат. Черновик написан от руки в двух разных тетрадях. 3 октября Аркадий Натанович сообщал брату Борису, что планировал отдать Н. Берковой черновик готового текста для альманаха «Мир приключений» (издаваемого «Детской литературой»), чтобы уложиться в плановые сроки. Опасаясь, что не успеет, старший из соавторов призывал брата присоединиться к нему. Однако октябрьская рабочая сессия не состоялась, и тогда Борис Натанович предложил опубликовать сказку под псевдонимом, откровенно заявив (в письме от 14 ноября), что работа эта неблагодарная и никакой охоты заниматься ею у него нет. Видимо, тогда же выяснилось, что публикация «Мира приключений» переносилась на 1974 год — это позволяло дописать ещё и вторую часть, по которой существовали лишь самые общие намётки. Ещё в 1960-е годы братья Стругацкие договорились, что каждый из них, «если случится публиковать что-либо серьёзное в одиночку, будет делать это только под псевдонимом». Аркадий Натанович избрал вариант «С. Ярославцев» (от Ярославского вокзала, из Ярославля был и его тесть), которым подписывал переводы с японского и английского языков. Библиограф Владимир Борисов обращал внимание, что псевдоним сопровождался не поясняемым инициалом «С» — по первой букве фамилии Стругацкий. Соображения относительно псевдонима высказывались следующие: «а) нежелание привлекать внимание начальства; б) новая для нас и особая форма деятельности». В письме от 20 ноября Аркадий Стругацкий приводил псевдоним в форме «А. Ярославцев».
Первое упоминание современного названия сказки — «Экспедиция в преисподнюю» — содержится в дневнике Аркадия Стругацкого от 15 марта 1973 года. Десятью днями ранее отмечено общение с братом по поводу уже написанного и недоумение от того, что «Погоня в космосе» не нравилась Борису Натановичу. Название перекликалось с повестью «Парень из преисподней», которая в 1972—1973 годах ещё именовалась в рукописи «Мальчик из преисподней». По мнению С. Бондаренко, «сценарий и сказка относились, так сказать, к непересекающимся множествам и вообще формально были написаны разными авторами». Несмотря на многочисленные сложности, вторая часть «Экспедиции» была завершена Аркадием Натановичем в срок, концовка у неё позволяла закончить повествование и одновременно оставляла несколько возможностей для описания дальнейших событий. 21 ноября 1973 года старший Стругацкий зафиксировал в дневнике две новости: неприятную (отказ киностудии «Союзмультфильм» оплачивать сценарную работу хотя бы в сумме 50 % от договорной) и утешительную — сдачу в производство альманаха с текстом «Экспедиции в преисподнюю». Поскольку в этот период писатель работал со студией «Таджикфильм» по фильму «Семейные дела Гаюровых», А. Стругацкий предложил свою сказку в республиканский журнал «Памир», издаваемый в Душанбе, что зафиксировано в дневниковой записи 21 декабря. Вёрстка «Мира приключений» последовала 13 апреля 1974 года. С журнальной публикацией возникли трудности, так как в мае 1974 года по неустановленным причинам Главлит пытался запретить публикацию и «Экспедиции…», и «Парня…». Газетная публикация в «Комсомольце Таджикистана» сорвалась, но сказка начала публиковаться одновременно со сценарием фильма в журнале «Памир», в номерах с седьмого по двенадцатый. Сигнальный экземпляр «Мира приключений» вышел 11 сентября, а через неделю пришёл и гонорар.
Варианты «Экспедиции в преисподнюю» из альманаха «Мир приключений» и журнала «Памир» следует в равной степени считать первоизданиями, так как тексты их довольно существенно отличались в ряде моментов. Вариант журнала «Памир» не адаптировался для детского чтения и в большей степени соответствовал авторскому замыслу (по ряду признаков можно заключить, что правки в исходную рукопись не вносились вообще). В изданиях «Детской литературы» содержание и язык произведения не могли выходить за рамки, предписанные тогдашней литературе для школьников. При подготовке полного книжного издания пришлось использовать печатную версию «Мира приключений», так как белового варианта рукописи его не сохранилось. При подготовке изданий «чёрного» десятитомника (2001) и полного собрания сочинений группы «Людены» (2018) за основу публикации двух первых частей брался вариант «Памира», который сопоставлялся с имеющимися рукописями. Сопоставление показало, что при редактировании текста «Детской литературой» убирались различные проявления «литературного хулиганства» (например, Атос прививал монстру Ку «навыки социалистического общежития»), а также облагораживалась лексика и описания. Гундосый Клоп превратился в отредактированном варианте в Весёлого Клопа, Пропойца Дик — в Элегантного Дика. Свободные от дежурства охранники в кантине не «развлекаются», а «пьянствуют», а позже они называются «выпивохами и обжорами». О Крэге повествуется как о «проклятом» пауке, а о его лабораториях — как о «гнусных». Не было в «детлитовской» версии определения «бичкомберы» в словосочетании «пропойцы-бичкомберы», и т. д. «Алкоголизированность» последующей, третьей части, публикуемой в журнале для детей и юношества «Уральский следопыт», отмечалась критиками и в 1980-е годы: персонажи постоянно подкрепляются глинтвейном, упоминаются также горилка и «марсианская бормотуха».

### Третья часть и последующие издания
После публикаций 1974 года в истории написания «Экспедиции в преисподнюю» наступило многолетнее затишье. Некоторые записи в дневнике 1976 года, скорее, относятся к телевизионному проекту. Аркадий Стругацкий, по-видимому, не оставлял идеи привлечь для доработки сказки и брата. В сентябре 1977 года он предлагал Борису доработать «сказку из „Мира приключений“ — но под нашими фамилиями» для нового сборника «Детской литературы» и в очередной раз получил категорический отказ. Редактор издательства М. С. Брусиловская также не слишком одобряла публикацию «сольной» вещи под псевдонимом. 31 января 1978 года А. Н. Стругацкий писал в дневнике, что перечитал «Мир приключений» со сказкой и его «не тянет» писать продолжение, тем не менее 1 марта работа была начата. Борис Стругацкий на этот раз в письме брату заявил, что «это добротная, хорошая, своеобразная вещь, у которой только один (чисто формальный) недостаток: она не похожа на Стругацких. Но заниматься её „приведением“ к Стругацким — ей-богу, это не дело!» Вскоре у А. Н. Стругацкого возникли другие дела, и весной 1978 года вернуться к ЭВП так и не удалось. Осенью того же года Борис Стругацкий заявил брату, что «одно твоё имя ставить над этой сказкой не следовало бы», ибо Стругацкие — это марка, знамя советской фантастики и «нельзя снижать уровень требований к вещам, подписанным нашими именами». Аркадий Стругацкий откровенно назвал эти тезисы «капризом».
ЭВП вновь начала упоминаться в переписке и дневниках Стругацких в 1982 году во время работы над «Хромой судьбой», в роман даже попало сочетание «современная сказка», но в ином контексте. 9 ноября Аркадий перечитывал рукописные материалы к первой части, а к концу месяца к работе подключился и Борис, видимо по предложению супруги А. Н. Стругацкого — Елены Ильиничны: получившийся роман не имел шансов быстрой публикации. Впрочем, уже к декабрю планы совместной работы над сказкой были оставлены, а взамен было решено работать над повестью «Волны гасят ветер». 9 апреля 1983 года Аркадий Натанович зафиксировал в дневнике начало работы над третьей частью и в мае приступил к написанию черновика, которое шло неторопливо — не более трёх страниц в день. В подготовительных заметках некоторые сцены расписывались более подробно, чем в черновике. 28 мая предпринимались и первые шаги по продвижению текста в печать — в журнал «Уральский следопыт». 13 июня получившийся текст прочитал брат Борис, приехавший в Москву; результат ему понравился. Текст на тот момент был дописан до гибели Двуглавого Юла. На этом работа оборвалась, так как соавторы завершали «Волны гасят ветер». Аркадий Стругацкий завершил свою сказку за один день 21 июня. Машинописный чистовик также датирован 21 июня 1983 года. Распечаткой нескольких экземпляров готового текста занимался друг — лечащий врач А. Н. Стругацкого Ю. И. Черняков. В дневнике отмечено, что третья часть ему понравилась меньше, чем две первые. 9 июля рукопись была отправлена в редакцию «Уральского следопыта». Публикация последовала в шестом и седьмом номерах за 1984 год, в те же месяцы в журнале «Знание — сила» вышло следующее «сольное» произведение С. Ярославцева — «Подробности жизни Никиты Воронцова». В публикации «Уральского следопыта» были использованы иллюстрации Евгении Ивановны Стерлиговой, которые Аркадий Натанович назвал «чудесными». Знакомство писателя и художницы состоялось на первом советском фантастическом конвенте «Аэлита». На иллюстрации к сцене совещания Комиссии по чрезвычайным положениям художница придала её членам облик Севера Гансовского, Кира Булычёва и самого Аркадия Стругацкого. В первой половине журнальной публикации в редакционной врезке читателям напоминали, что перед ними — прямое продолжение первых двух частей, с резюме их содержания. Раскрытия псевдонима так и не произошло, хотя критик Роман Арбитман вспоминал, что ещё в 1982 году Аркадий Стругацкий во время поездки в Саратов и встречи с местным клубом любителей фантастики «отпираться не стал и сознался». «Официально» раскрытие псевдонима С. Ярославцева последовало в 1988 году в журнале «Советская библиография».
Вопросами книжного издания полного текста «Экспедиции…» А. Н. Стругацкий занимался в том же 1984 году и одновременно вёл переговоры о переводе на чешский язык. Издательство «Детская литература» не проявило к сказке интереса, более благосклонно к тексту отнеслись в «Московском рабочем», но дело разворачивалось неспешно. 13 декабря 1984 года повесть включили в издательский план на 1987 год, который был через два года перенесён на 1988 год. Из-за этого не вышло предложить третью часть в очередной сборник «Мир приключений», так как автор был связан договором. В июне 1987 года ЭВП подали на иллюстрирование И. Блиоху, работы которого Аркадий Стругацкий безоговорочно одобрил. Наконец во втором квартале 1988 года вышло книжное издание полного текста сказки в мягкой обложке. Третья часть получила впервые собственное название «Иван, сын Портоса», также повторили подзаголовок из «Мира приключений» — «Современная сказка». После кончины А. Н. Стругацкого, последовавшей 12 октября 1991 года, сказка выходила в авторском сборнике С. Ярославцева «Дьявол среди людей» (издательство «Текст», 1993) и дополнительном томе «белого» собрания сочинений Стругацких, выпущенном в 1995 году тем же издательством. Эти издания идентичны по составу и представляют одинаковую редакторскую работу. За основу брался вариант «Московского рабочего». В 1998 году вышел том серии «Миры братьев Стругацких», включавший, кроме ЭВП, «Повесть о дружбе и недружбе». Текст этого издания был взят за основу десятого тома «чёрного» собрания сочинений издательства «Сталкер» (2001, переиздано в 2007 году) со множеством исправлений. Последующие издания повторяли преимущественно версию «Сталкера». После 2008 года доступными для исследователей стали материалы архива А. Н. Стругацкого, что потребовало при подготовке полного собрания сочинений группы «Людены» нового пересмотра печатных изданий и рукописей. Вместе с комментариями они вошли в 23-й том, опубликованный в 2018 году.

## Литературные особенности

### Стиль и мотивы
По словам С. Бондаренко (группа «Людены»), «Экспедиция в преисподнюю» во многих отношениях выделяется в творчестве соавторов и лично Аркадия Стругацкого. Во-первых, повесть впервые вышла под псевдонимом «Ярославцев», во-вторых, это «простая и бесхитростная развлекательная фантастика для детей и подростков», которая множеством исследователей рассматривалась как нечто отдельное от основного творчества братьев-писателей. Одной из причин подобного явления, по мысли С. Бондаренко, является то, что Стругацкие не любили тех своих произведений, которые создавались «не по внутренней убеждённости, а только лишь в силу непреодолимых внешних обстоятельств». Выход произведения в свет занял несколько этапов: третья часть была написана через десять лет после первых двух, а полная публикация состоялась ещё через четыре года, — единственный пример такого рода в творчестве Стругацких. Даже после объединения разных частей ЭВП в единое целое между ними так и не возникла полная стилистическая и сюжетная гармония, и рядом читателей это воспринимается как очевидный недостаток. Критик Андрей Щербак-Жуков утверждал, что главным достоинством «Экспедиции…» являлось то, что повесть отвечала на вопросы, каким именно образом Стругацкие писали вдвоём. Аркадий Натанович обладал поистине неуёмной фантазией, а Борис Натанович, «не давая ему увлекаться, умел придать образам идеальную форму». В статье, опубликованной в «Литературной газете», А. Щербак-Жуков повторил тезис о «неуёмной фантазии» А. Стругацкого и назвал повесть-сказку «безумно весёлой и разухабистой». Василий Владимирский заявил, что Аркадий Стругацкий полностью использовал все возможности, предоставляемые сказочным жанром: «то упаковывая целую планету в чемоданчик, то делая олицетворением вселенского зла Великого Спрута».
Новокузнецкий активист фэндома Н. Калашников на первой всесоюзной конференции по творчеству братьев Стругацких в 1991 году представил анализ «Экспедиции в преисподнюю» с точки зрения сказочного жанра. В этом контексте важно то, что творчество Стругацких выстраивалось вокруг проблемы выбора, в то время как концепция В. Я. Проппа утверждает, что перед героями волшебной сказки проблема выбора не ставится. Калашников пришёл к выводу, что герои С. Ярославцева лишены выбора: они ступили на Дорогу подвигов потому, что сама Дорога избрала их. Когда Атос и Портос столкнулись с нападением инопланетных пиратов, они заявили, что они не хуже и не лучше иных землян своего века и принимают решение вести бой, не дожидаясь решений Мирового совета. Перенос их действий в пространство космоса хорошо коррелирует с наблюдениями Д. С. Лихачёва, что пространство русской сказки «сверхпроводимо», герои испытывают минимальное сопротивление среды. В «Экспедиции в преисподнюю» путём-дорогой мушкетёров становится сама Вселенная, в которой нет естественных препятствий: все действия Атоса, Арамиса и флагмана Макомбера зависят от злой воли их противников. Средств же передвижения через невообразимо огромное пространство — в том числе мгновенного — великое множество. Таким образом, главным приёмом, который заимствовал из сказочного жанра С. Ярославцев, становится узнавание, когда читатель этой повести опознаёт пространство, знакомое с раннего детства.
Публицист Сергей Переслегин в послесловии к изданию ЭВП и «Повести о дружбе и недружбе» в серии «Миры братьев Стругацких» попытался проанализировать те из стругацковских произведений, которые относят к разряду детской литературы. По мнению критика, специфические детские книги, предназначенные для воспитания подрастающего поколения, несут в себе сильнейший дидактический заряд. Чаще всего, однако, произведения такого типа сильно уступают «генеральному» творчеству «взрослых» писателей, в том числе и фантастов: «„Там вдали, за рекой“ — прекрасная сказка. Но это не уровень А. Лазарчука. Как „Детский мир“ — не уровень А. Столярова, „Повесть о дружбе и недружбе“ — не Стругацкие, а многочисленные „Алисы…“ — не Булычёв». На этом фоне «Экспедиция в преисподнюю» представляет интерес потому, что её действие разворачивается в «будущем Стругацких» и дидактика этой повести ненавязчива. Мотивы третьей части С. Переслегин описывал так: жизнь в мире идёт своим чередом и достаточно пары десятков лет, чтобы великая борьба с Великим Спрутом и его приспешниками была давно позабыта. В результате, когда человечество получает ультиматум злодеев, ответственные за безопасность вообще не могут уяснить, кто это такие. Потому-то могущественная Земля выделяет на решение досадной проблемы трёх диверсантов и дредноут. Великие подвиги, совершённые этой группой, тоже вскоре будут забыты. «А ведь это, наверное, важнейший момент во взрослении: уяснить, что ты один из четырёх или пяти миллиардов. И не свихнуться от этого».
Историк Георгий Шепелев в обзоре тематики вторжения инопланетян в советской и постсоветской фантастике отмечал, что в «Экспедиции в преисподнюю» данная тематика подана в сатирическом ключе, как во «Втором нашествии марсиан». В сказочном космическом боевике имеется «налёт пародии», «а инопланетные „негодяи“, прилетевшие на Землю, не создают глобальной угрозы для человечества — они лишь пытаются украсть небольшой кусок планеты с его обитателями».

### Аллюзии и реминисценции
Участники группы стругацковедов «Людены» раскрыли природу огромного интертекстуального поля, использованного Аркадием Стругацким в его сказке. Так, происхождение имени Двуглавого Юла, по-видимому, имеет отношение к статье И. Ефремова «Наука и научная фантастика» (1962), где приведена классификация западной фантастики, третью позицию в которой занимала «Ю. Л.» (Upheaval literature), то есть литература катастроф, а вторую — «ЭмЭс» (Mad Scientist) — так появился помощник Спрута Мээс. По-видимому, на облик Юла оказал воздействие и образ Юла Бриннера в фильме «Великолепная семёрка» (с бритой головой, в чёрной одежде, в перчатках, с кобурами на поясе). Двуглавость, по-видимому, восходит к мутанту Джо-Джиму из «Пасынков Вселенной» Р. Хайнлайна, есть и другие параллели, например описания схваток на холодном оружии в невесомости. Фигурирует у Хайнлайна и мушкетёрский девиз «Один за всех, все за одного!», с которым в бою, закрывая собой друзей, погибают и Джо-Джим, и Юл. Напротив, Ка, Ки и Ку — носители стандартных «злодейских» односложных имён. Имя шпиона Ятуркенженсирхива образовано от пушкинского «вихри снежные крутя», прочитанного наоборот. Подобный метод образования сверхдлинного имени использовался Стругацкими в «Трудно быть богом» (шаман Шуштулетидоводус — анаграмма «судоводитель» с произвольным началом). Хватает и других отсылок к Пушкину, в том числе из «Сказки о царе Салтане» и «Барышни-крестьянки». Впрочем, отсылки к общекультурному контексту в повести всегда произвольны и лишены привязки к носителю. Например, не существует никакой связи между неудачливым охотником из «Недолгого счастья Фрэнсиса Макомбера» Э. Хемингуэя и флагманом Космофлота в «Экспедиции в преисподнюю» или хитрым командиром фашистской подлодки из «Войны невидимок» Н. Шпанова и радушным дядюшкой Витемой в повести А. Н. Стругацкого. Писатель Джон Диксон Карр сделался главным смотрителем кошачьего заповедника, в котором содержится в изгнании Мээс. Хватает и отсылок к собственному творчеству Стругацких, например аналогии между Мээсом и Вагой Колесом из «Трудно быть богом», использование Юлом словечка «прен-цен-дент» («Понедельник начинается в субботу»), а также упоминание академика Ванькингартена (Вайнгартен из «За миллиард лет до конца света»). По-видимому, сказочную реальность «Экспедиции» при этом нельзя отождествлять с Миром Полудня, так как в сказке «уютный и добрый мир Земли всерьёз сосуществует с тем, что принято называть „звёздными войнами“».
Повесть, как и многие другие произведения братьев Стругацких, богата литературными реминисценциями, скрытыми и явными цитатами. Основным претекстом повести выступает мушкетёрская трилогия Дюма, причём третья часть «Экспедиции в преисподнюю» занимает по отношению к двум первым то же положение, что и «Виконт де Бражелон» к «Трём мушкетёрам». Первая фраза третьей части повести — отсылка к началу романа Булгакова «Белая гвардия» («Велик был год и страшен год по рождестве Христовом 1918, от начала же революции второй»), которым очень увлекался А. Н. Стругацкий. Ещё в 1978 году в записных книжках А. Н. Стругацкого появляется фраза из романа Л. Леонова «Дорога на океан» «Беседа с другом не возвращает молодости» и некоторые другие. В повесть попала даже цитата («Элементарная деформация пространства-времени в складках десплузионных слоёв при наложении параллельных пространств…») из ответов на вопросы анкеты для любителей фантастики, публиковавшейся в сборнике «Фантастика-1966». Фраза о пространстве-времени принадлежала будущему писателю-фантасту, а тогда 13-летнему подростку В. Рыбакову; автором публикации являлся В. Савченко. Планета Негодяев является аллюзией к Острову негодяев из «Гиперболоида инженера Гарина» А. Н. Толстого, представлена и отсылка к «Буратино» того же автора. Хватает отсылок на советскую массовую культуру 1950—1970-х годов, реалии, описанные в утопических романах самих Стругацких, «Экипаже „Меконга“» Войскунского и Лукодьянова, и некоторые другие. В частности, из утопии «Полдень, XXII век» оказался перенесён мотив пришельца из будущего, который одновременно является потомком одного из героев. Его функция — воскресить предка, попавшего в большую беду, и ободрить его окружение относительно перспектив развития общества. «Портфель из кожи венерианского бегемота» восходит к «куртке из кожи сатурнианского бегемота» в повести Г. Садовникова «Продавец приключений». Именно в «Экспедиции…» впервые упоминается «Большая информационная машина (БИМ)», которая в «Жуке в муравейнике» и «Волны гасят ветер» получит обозначение «Большой всепланетный информаторий (БВИ)». В сцене битвы спайдеров с тарантулами содержится цитата из рыцаря Антонио Пигафетты — свидетеля гибели Магеллана.
Литературоведы Леонид Ашкинази и Алла Кузнецова выявили в «Экспедиции…» характерную для Стругацких тему героя, склонного к перемене мест, эмигранта. Зачастую с этой темой связан мотив изгнания. К типу персонажа-изгнанника в сказке С. Ярославцева относится Искусник Крэг, который расплачивается «за совершенно исключительную и подлинно самоотверженную доброту к самому себе» и лелеет планы мести. В финале его нейтрализовал эмигрант-изгнанник-апатрид Двуглавый Юл — раскаявшийся пират. Изгнанники вызывают скорее чувство жалости, ибо у них в принципе не было выбора, «ехать или не ехать». При этом стремление Искусника Крэга отомстить изгнавшим выступает в качестве одного из двигателей сюжета, то есть сам факт эмиграции и изгнания не является критерием моральной оценки, поскольку функции этой последней выполняют поступки, приведшие к изгнанию или совершённые в нём. Сама по себе эмиграция не хороша и не плоха — плохо вызванное ею невыполнение долга. Напротив, Двуглавый Юл смог искупить свои преступления и подняться на более высокий уровень нравственного развития только на Земле.

## Критика
По мнению текстолога С. Бондаренко, «Экспедиция в преисподнюю» занимает особое место в творчестве как братьев Стругацких, так и лично Аркадия Натановича. Первопубликация сказки в альманахе «Мир приключений» в 1974 году воспринималась читателями как яркое событие на фоне тогдашней фантастической литературы. Сами авторы совершенно по-разному оценивали получившийся текст: Аркадий Стругацкий стремился к лёгкости стиля и занимательности событий, Борис Стругацкий никогда не воспринимал это как самоцель. В итоге повесть-сказку «достаточно легко объявить апологией чистого развлекательства с минимальной глубиной подтекста и с нарочитой шаблонностью многих ситуаций, пусть даже исходные штампы переиначивались и вышучивались с немалым изяществом».
Литературные критики почти не заинтересовались «Экспедицией…», а в обзоре детской фантастики Л. Михайловой в «Литературной газете» подчёркивалось, что к детской литературе сказку С. Ярославцева можно причислить лишь условно, ибо на выходе получился «примитивный боевик» с «космическим мордобоем», в котором зло «слишком неправдоподобно и омерзительно». Раздражённые отзывы раздавались и среди активистов фэндома — так, в журнале «Фэнзор» Сергей Бережной (выступавший под псевдонимом «А. Привалов») писал по поводу голосования на премию «Великое Кольцо»: «Что это нашли в этой повести читатели, кроме раздаваемых направо и налево литературно-пародийных затрещин? Неужели там ещё что-нибудь есть?..»
Негативное отношение сохранилось у исследователей творчества Стругацких. Так, писатель-фантаст Геннадий Прашкевич и историк Дмитрий Володихин в литературной биографии авторов (2012 года) отмечали, что драйв и динамику литературной сказки оценили подростки, но для творчества Стругацких этот текст следует считать второстепенным. В некотором смысле это было исполнение мечты Аркадия Стругацкого, который хотел сделать приключенческий боевик с космическими пиратами со времён написания «Пути на Амальтею». Биограф Стругацких Ант Скаландис в 2008 году ограничился упоминанием, что попытка Аркадия Стругацкого обратиться к теме космических пиратов оказалась не самой удачной, тем более что в литературе застойного периода «и особенно в детской фантастике пиратов этих стало видимо-невидимо». Скаландис даже утверждал, что в составе собрания сочинений Стругацких «Экспедиция в преисподнюю» смотрится чужеродно. Польский стругацковед Войцех Кайтох относил сказку к периоду, когда Стругацкие оказались под запретом властей и возможность публиковаться под псевдонимом привела к созданию чисто развлекательного произведения, действительность в котором носит полностью условный характер. Антураж Стругацкие почерпнули как из арсенала коммунистической утопии, так и из американской космической оперы.
Встречались и позитивные отзывы. Выход третьей части «Экспедиции…» в «Уральском следопыте» вызвал рецензию Н. Пронина в провинциальной газете «Нефтяник Приуралья». Появление третьей части повести-сказки названо здесь «приятным сюрпризом», ибо увлекательные приключения мушкетёров из будущего оставляли впечатление незаконченности: главные злодеи пока ещё избегли возмездия. Главным претекстом сказки Н. Пронин счёл творчески переосмысленного «Айболита», который не только не помешал автору создать оригинальное произведение, но и помог выявить суть «мушкетёрства» — «умения в острый момент рискнуть всем ради победы правого дела, умения защитить слабого, умения при любых обстоятельствах отстаивать сторону добра». Использование же имён персонажей Дюма и Чуковского позволяет не тратить время для представления героев и сразу передаёт характер каждого из них. В третьей части, как и у Дюма, события разворачиваются через двадцать лет после окончания предыдущей. Темп действия постоянно ускоряется, что подчёркивается отсчётом времени: «почасовым, поминутным, и к концу — уже посекундным». Рецензент категорически отрицал «легковесность» или пародийность сказки, ибо в ней идёт речь о по-настоящему серьёзных вещах и ценностях, а трагическая ситуация обёрнута в лихой сюжет и озорство. По мнению Н. Пронина, «Под экзотическими образами пиратов выведены типичнейшие представители той среды буржуазного общества, на которую опирается и которую нещадно эксплуатирует кучка богатейших „Великих Спрутов“». Совершенно не случайно вступил раскаявшийся пират Двуглавый Юл в схватку с бывшими своими подельщиками и пожертвовал жизнью во имя торжества добра, ибо только на Земле познал мир, в котором «есть дружба, любовь и радость творческого труда». Образ Юла — «изюминка повести», дающий ключ к пониманию, что существуют идеалы, за которые не жаль отдать жизнь. Образ младшего мушкетёра Вани также выражает авторскую мысль, что «возраст совершеннолетия — рубеж, перейдя который, юноша входит в жизнь мужчиной, что с этого момента дело отцов находится в его руках, с этих пор за поступки свои — а порой и окружающих, отметку ставит уже не учитель, а сама жизнь». Все герои повести — ни в коем случае не элита человечества, более того, С. Ярославцев подчёркивает, что среди современников они, «прямо скажем, люди рядовые». На воспитание прямых наследников «строителей Магнитки, воинов Великой Отечественной войны» нацелена и эта повесть
В рецензии Романа Арбитмана на первое книжное издание 1988 года критик категорически объявил, что текст сказки Стругацких подходит для съёмок масштабной фантастической киноленты наподобие американских «Звёздных войн», но также требует и режиссёра уровня Джорджа Лукаса. Критик однажды заметил, что даже сказка Аркадия Стругацкого, написанная «изобретательно и остроумно», являлась в 1980-е годы зримой альтернативой «„молодогвардейской“ фантастике, заурядной по содержанию, скромной по художественному уровню и обскурантистской по духу». В рецензии на выход тома произведений С. Ярославцева в 1993 году Р. Арбитман отмечал, что обращение к откровенно несерьёзному повествованию и «низкому» жанру объяснялось попыткой «смены имиджа», когда Стругацкие превратились чуть ли в знамя социальной фантастики. «Безвестному Ярославцеву было по плечу всё то, что не позволено Стругацким». «Эксцентрический цирк» Аркадия Стругацкого (где на равных действуют доктор Айболит и гоголевский Пацюк) вполне самодостаточен, это в полном смысле «литературные каникулы», в которых в 1970-е годы нуждались и сами Стругацкие, и их читатели.

…Тинейджер воспринимал фантастико-авантюрную канву повествования как должное, для читателей постарше повесть приобретала оттенок весёлой и необидной пародии на жанр «космической оперы», все атрибуты которого (нападение межзвёздных пиратов, похищение заложников, погоня в космосе, и прочее, и прочее) были собраны вместе, частично смикшированы в восхитительную и бестолковую откровенно кичевую круговерть.

### Комментарии
1. ↑  Николай Корнацкий отмечал, что мультипликационные вкусы обоих Стругацких так и не вышли за пределы творчества Диснея, эстетическая революция 1960-х годов, «радикально расширившая пластический, изобразительный, жанровый горизонт „Союзмультфильма“, явно прошла мимо». Впоследствии Аркадий Натанович пытался понять основные тренды, участвовал в семинарах мультипликаторов в Болшеве 1971 и 1972 годов (на втором прочитал лекцию «Научная фантастика в кино») и просмотрах актуальной мультипликационной продукции. По-видимому, он даже видел «Жёлтую подводную лодку» (об этом упоминается в его записной книжке 1976 года), но «новая анимация мало повлияла на его вкус». В дневнике и переписке мультипликация упоминалась редко, а отзывы лапидарны и чаще всего негативны. Даже в 1976 году Аркадий Стругацкий писал в дневнике, что будущий мультфильм должен быть выдержан в стилистике Диснея[8].
2. ↑  Критик Максим Борисов отмечал, что псевдоним продержался так долго именно потому, что «лихие приключения героев современной сказки» никак не отождествлялись с творчеством одного из соавторов философских текстов: «Пикника на обочине», «За миллиард лет до конца света» и «Жука в муравейнике». Даже когда под тем же псевдонимом вышел рассказ «Подробности жизни Никиты Воронцова», «пошли слухи, но мало кто им верил»[42].

### Первоиздания
- Экспедиция в преисподнюю: Соврем. сказка // Памир (Душанбе). — 1974. — № 7. — С. 81—88; № 8. — С. 86—96; № 9. — С. 85—96; № 10. — С. 104—112; № 11. — С. 81—96; № 12. — С. 70—85.
- Экспедиция в преисподнюю: Соврем. сказка // Мир приключений. — М.: Детская литература, 1974. — С. 230—343.
- Экспедиция в преисподнюю: Сказка / Предисл. ред.; Худож. Н. Стерлигова // Уральский следопыт. — 1984. — № 6. — С. 33—51; № 7. — С.44—64.
- Экспедиция в преисподнюю: Современная сказка / Ил. И. Блиоха. — М.: Московский рабочий, 1988. — 256 с. — ISBN 5-239-00156-1.
Арбитман Р. Рец.: [Ярославцев С. Экспедиция в преисподнюю: Современ. сказка. — М.: Моск. рабочий, 1988. — 253 с.] // Детская литература. — 1990. — № 4. — С. 48—49.

### Монографии и статьи
- Арбитман Р. Поперёд батьки в пекло: [Рец. на книгу С. Ярославцева «Экспедиция в преисподнюю (М., 1988)] // Измерение Ф : Информационно-литературный бюллетень ЦТМ (Центра творческой молодёжи) Ленинградского обкома ВЛКСМ и КЛФ (Клуба любителей фантастики) «МИФ-XX». — 1990. — № 3. — С. 30—31.
- Арбитман Р. Третий из братьев Стругацких // Саратов. — 1993. — № 104 (6 июля).
- Ашкинази Л., Кузнецова А. Эмиграция в зеркале интеллектуальной литературы: Стругацкие и «ученики» // Материалы Десятой ежегодной международной междисциплинарной конференции по иудаике. — 2003. — № 2. — С. 317—325.
- Байкалов Д. Рисующий читатель // Если. — 2001. — № 2. — С. 291—296.
- Бугров В. Знатоки отвечают… : Рис. Е. Кулинич // Уральский следопыт. — 1981. — № 12. — С. 72—77.
- Володихин Д. М., Прашкевич Г. М. Братья Стругацкие. — М. : Молодая гвардия, 2012. — 350 с. — (Жизнь замечательных людей, вып. 1331). — ISBN 978-5-235-03475-4.
- Кайтох В. Братья Стругацкие / Пер. с пол. В. Борисова // Стругацкий А. Н., Стругацкий Б. Н. Собрание сочинений. В 11 т. — Донецк : Сталкер, 2003. — Т. 12, дополнительный. — С. 409—638. — 699 с. — ISBN 966-696-215-2.
- Калашников Н. Сказочное пространство в научно-фантастической сказке С. Ярославцева «Экспедиция в преисподнюю»: [Доклад на 1 Всесоюзной конференции по творчеству братьев Стругацких] : Первая Всесоюзная конференция по творчеству братьев Стругацких // Галактические новости (Владимир). — 1991. — № 4—5 (006—007). — С. 5—8.
- Корнацкий Н. Братья Стругацкие и «Союзмультфильм» // Искусство кино. — 2022. — № 7/8. — С. 139—150.
- Кузнецова А. В. Рецепция творчества братьев Стругацких в критике и литературоведении: 1950—1990-е гг. : диссертация … кандидата филологических наук: 10.01.01. — Москва, 2004. — 248 с.
- Мир твоих увлечений : Вып. подготовил О. Пискунов // Инженер Севера. — 1988. — 1 марта. — С. 3.
- Переслегин С. Возвращение к звёздам : фантастика и эвология. — М. : АСТ, 2010. — 570 с. — (Philosophy). — ISBN 978-5-17-064271-7.
- Привалов А. Удавка или «хула-хуп»? // Фэнзор: Любител. журнал по проблемам фантастики и фэндома (Севастополь). — 1990. — № 2 (2). — С. 84—90.
- Произведения А. Н. и Б. Н. Стругацких / Составитель А. Л. Керзин // Советская библиография : научно-практический журнал. — М. : Книжная палата, 1988. — № 3 (229). — С. 47—51. — 10 315 экз. — ISSN 0131-6265.
- Скаландис А. Братья Стругацкие. — М. : АСТ, 2008. — 702 с. — ISBN 978-5-17-052684-0.
- Стругацкий А., Стругацкий Б. Полное собрание сочинений в тридцати трёх томах / Составители: Светлана Бондаренко, Виктор Курильский, Юрий Флейшман. — Группа «Людены», 2018. — Т. 23: 1978. — 596 с.
- Шавшин М. Стругацкие. Всплеск в тишине: литературно-критические эссе. — СПб. : Анима, 2015. — 287 с. — 3000 экз. — ISBN 978-5-9907020-0-4.